# Anthelia tosana
Anthelia tosana är en korallart som beskrevs av Huzio Utinomi 1958. Anthelia tosana ingår i släktet Anthelia och familjen Xeniidae. Inga underarter finns listade i Catalogue of Life.